# Свети Николай Влашки
Влашкият манастир „Свети Николай“ се намира на 1075 м надморска височина в планината Еримантос на 28 км от Калаврита и на 48 км от Патра. 
Манастирът е един от общо четирите в околността на Калаврита. Първоначално манастирът се е намирал в ниското на друго място. В миналото манастирът е мъжки, проспериращ и голям със стотина монаси. На 23 юли 1948 г. манастирът е бойно поле по време на сражение в гражданска война в Гърция. Посветен е на Свети Николай. 
Сегашният манастир е местно дело и носи името си от близките села Ано Власия и Като Власия, чийто жители са преселници от село Агиос Власиос в Етолоакарнания или от така наречената Малка Влахия. 